# Gustave Naville
Gustave Louis Naville (* 17. Oktober 1848 in Genf; † 6. November 1929 in Kilchberg ZH) war ein Schweizer Ingenieur und Unternehmer.

## Leben
Nach Schulbesuch in Genf studierte Gustave Naville von 1867 bis 1870 Maschinenbau am Eidgenössischen Polytechnikum in Zürich. Von 1873 bis 1902 war er bei der Escher, Wyss & Cie. in Zürich zunächst als Ingenieur und ab 1882 als Präsident des Vorstandes tätig. Er war ab 1876 Gesellschafter dieser Firma und ab 1889 Delegierter des Verwaltungsrates. Naville förderte als Präsident der Escher, Wyss & Cie. den Dampfschiff- sowie den Turbinenbau für Flusskraftwerke.
Durch Peter Emil Huber-Werdmüller, dem Direktor der Maschinenfabrik Oerlikon bekam Naville Kontakt mit dem Franzosen Paul Louis Toussaint Héroult, einem der beiden Erfinder der Aluminium-Schmelzflusselektrolyse. Dieser hatte bei Oerlikon eine Dynamomaschine bestellt, der für seinen Elektrolyseofen Strom liefern sollte, und stellte bei der Abnahme des Generators in der Schweiz Experimente an. Huber erkannte die Genialität des Héroult'schen Verfahrens und dessen Tragweite für die Technik. Er legte grossen Wert auf die Unterstützung von Naville bei seinem Plan, in Schaffhausen unter Nutzung der Wasserkraft am Rheinfall ein Aluminiumwerk zu bauen, in dem Aluminium produziert werden sollte.
Im August 1887 gründete Naville zusammen mit Georg Robert Neher, dessen Familie die Wasserrechte am Rheinfall gehörten und zudem mit ihrem Eisenwerk an diesem Standort über die Infrastruktur verfügte, mit Peter Emil Huber-Werdmüller, Paul Louis Toussaint Héroult und weiteren acht Aktionären in Neuhausen am Rheinfall die erste Aluminiumfabrik Europas, die „Schweizerische Metallurgische Gesellschaft“. Er war 1888 massgeblich an der Gründung der Aluminium Industrie AG, der Vorgängergesellschaft der Alusuisse, beteiligt. In der Alusuisse war er von 1888 bis 1915 Vizepräsident des Verwaltungsrates und von 1915 bis 1929 Präsident. In diesen Funktionen förderte er wesentlich die Expansion des Betriebs, so ab 1905 den Bau weiterer Werke im badischen Rheinfelden (Aluminium Rheinfelden) oder Chippis an der Rhone.
Neben seiner Tätigkeit in der Industrie hatte Naville weitere Aufgaben übernommen. So war er von 1892 bis 1900 Verwaltungsrat der Schweizerischen Kreditanstalt, von 1883 bis 1928 Mitbegründer und Vorstand des „Vereins Schweizerischer Maschinen-Industrieller“, von 1905 bis 1929 Vorstand des „Arbeitgeber-Verbandes der schweizerischen Maschinen- und Metall-Industrieller“, von 1908 bis 1921 Mitbegründer und Präsident des „Zentralverbands schweizerischen Arbeitgeber-Organisationen“, und von 1907 bis 1912 Präsident des „Schweizerischen Ingenieur- und Architekten-Vereins“.

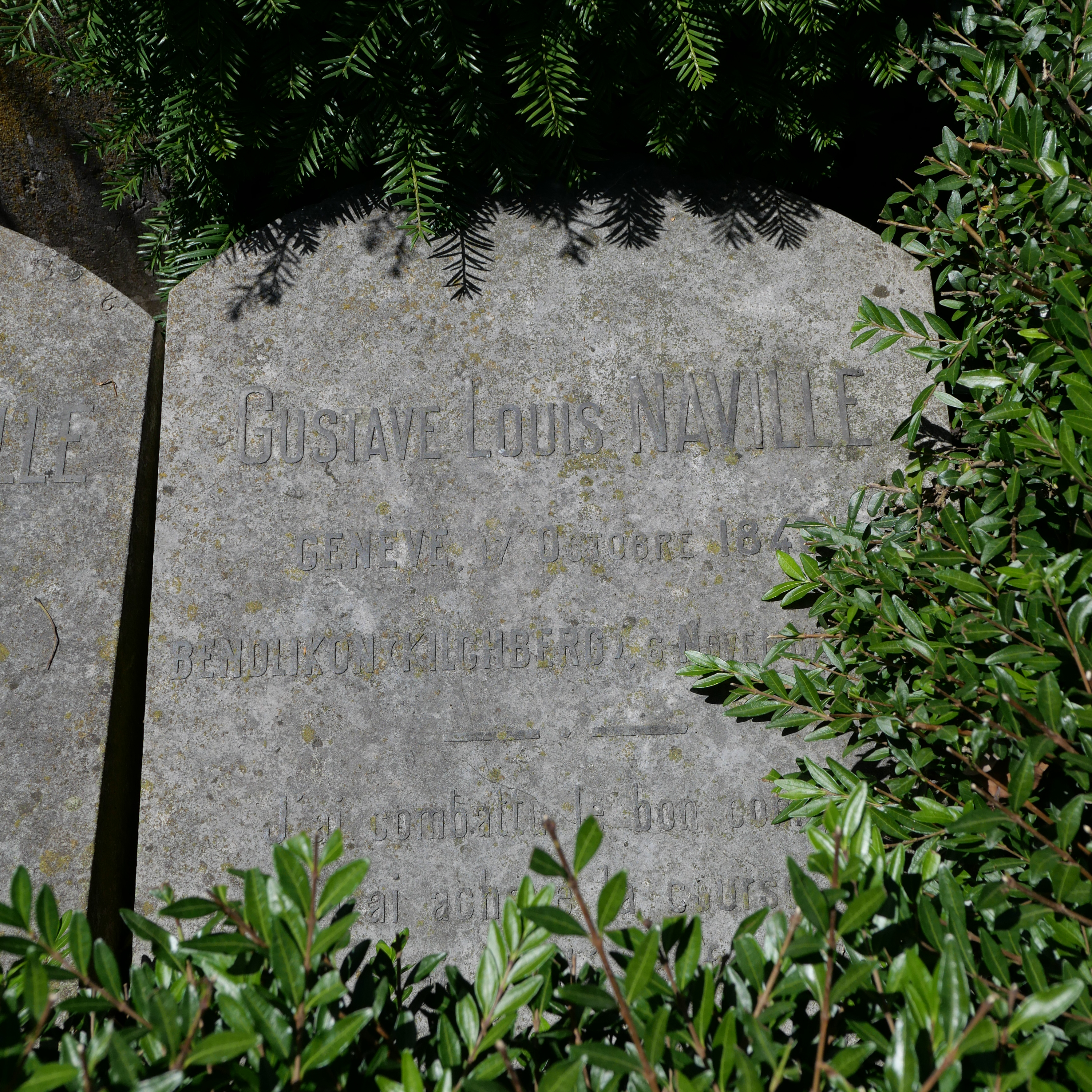
Navilles Grabstein

Von 1891 bis 1927 war Naville Mitglied des Eidgenössischen Schulrats, ab 1898 dessen Vizepräsident. 1918 erhielt er den Titel eines Dr. h. c. beim Eidgenössischen Polytechnikum Zürich verliehen.
Naville heiratete 1874 Charlotte Neher (1855–1929), eine Enkelin des Schaffhauser Industriellen Heinrich Moser, Tochter von Johann Georg Neher-Moser (1826–1885) und Schwester von Oscar Neher. Charlotte Neher war eine Cousine von Georg Robert Neher, mit dem Naville 1888 die Aluminium Industrie Aktiengesellschaft AIAG gründete. Seine Söhne waren Henri A. Naville, Robert Naville (1884–1970) und Edmond Adrien Naville (1887–1945).
Gustave Naville ist mit seinem Vater Jacques-Adrien Naville (1816–1880), der in Genf als Jurist und Politiker tätig war, seiner Mutter Sophie, geb. Rigaud (1819–1876), seiner Schwester Gabrielle (1852–1913), seiner Frau sowie dem Sohn Edmond Adrien auf dem Cimetière des Rois begraben, der als Genfer Pantheon gilt.